# Лонг-Гроув (Айова)
Лонг-Гроув (англ. Long Grove) — місто (англ. city) в США, в окрузі Скотт штату Айова. Населення — 838 осіб (2020).

## Географія
Лонг-Гроув розташований за координатами 41°41′34″ пн. ш. 90°34′57″ зх. д. / 41.69278° пн. ш. 90.58250° зх. д. (41.692752, -90.582521).  За даними Бюро перепису населення США в 2010 році місто мало площу 2,64 км², уся площа — суходіл. В 2017 році площа становила 2,99 км², уся площа — суходіл.

## Демографія
Згідно з переписом 2010 року, у місті мешкало 808 осіб у 281 домогосподарстві у складі 244 родин. Густота населення становила 306 осіб/км².  Було 287 помешкань (109/км²).
Расовий склад населення:
| - 97,8 % — білих - 0,2 % — вихідців з тихоокеанських островів - 0,2 % — азіатів |

До двох чи більше рас належало 1,5 %. Частка іспаномовних становила 3,3 % від усіх жителів.
За віковим діапазоном населення розподілялося таким чином: 28,6 % — особи молодші 18 років, 61,7 % — особи у віці 18—64 років, 9,7 % — особи у віці 65 років та старші. Медіана віку мешканця становила 41,1 року. На 100 осіб жіночої статі у місті припадало 104,0 чоловіків;  на 100 жінок у віці від 18 років та старших — 102,5 чоловіків також старших 18 років.
Середній дохід на одне домашнє господарство  становив 97 510 доларів США (медіана — 93 750), а середній дохід на одну сім'ю — 101 323 долари (медіана — 94 531). Медіана доходів становила 67 000 доларів для чоловіків та 40 724 долари для жінок. За межею бідності перебувало 3,2 % осіб, у тому числі 0,7 % дітей у віці до 18 років та 0,0 % осіб у віці 65 років та старших.
Цивільне працевлаштоване населення становило 456 осіб. Основні галузі зайнятості: освіта, охорона здоров'я та соціальна допомога — 20,0 %, будівництво — 12,1 %, виробництво — 11,4 %.